# Bellator 230
Bellator 230 (conosciuto anche come Bellator Milan/Bellator 230) è stato un evento di arti marziali miste tenuto dalla Bellator MMA il 12 ottobre 2019 al PalaLido di Milano in Italia.

## Risultati
|                     | Divisione           |                     |                     |                     | Metodo                                      | Round               | Tempo               | Premio              |
| Bellator Milan Card | Bellator Milan Card | Bellator Milan Card | Bellator Milan Card | Bellator Milan Card | Bellator Milan Card                         | Bellator Milan Card | Bellator Milan Card | Bellator Milan Card |
| ------------------- | ------------------- | ------------------- | ------------------- | ------------------- | ------------------------------------------- | ------------------- | ------------------- | ------------------- |
|                     | Pesi mediomassimi   | Alessio Sakara      | batte               | Canaan Grigsby      | KO tecnico (pugni)                          | 1                   | 0:23                |                     |
|                     | Pesi welter         | Stefano Paterno     | batte               | Ashley Reece        | Decisione unanime (30-27, 29-27, 29-27)     | 3                   | 5:00                |                     |
|                     | Pesi mediomassimi   | Melvin Manhoef      | batte               | Yannick Bahati      | KO tecnico (pugni)                          | 1                   | 2:29                |                     |
|                     | Pesi leggeri        | Rafael Macedo       | batte               | Kane Mousah         | Decisione non unanime (30-27, 29-28, 28-29) | 3                   | 5:00                |                     |
| Bellator 230 Card   |                     |                     |                     |                     |                                             |                     |                     |                     |
|                     | Pesi mediomassimi   | Vadim Nemkov        | batte               | Rafael Carvalho     | Sottomissione (rear-naked choke)            | 2                   | 3:56                |                     |
|                     | Pesi massimi        | Dragos Zubco        | batte               | Hesdy Gerges        | Decisione unanime (29-28, 29-28, 29-28)     | 3                   | 5:00                |                     |
|                     | Pesi massimi        | Kirill Sidelnikov   | batte               | Domingos Barros     | Decisione unanime (30-27, 29-28, 29-28)     | 3                   | 5:00                |                     |
|                     | Pesi welter         | Walter Pugliesi     | batte               | Andrea Fusi         | Decisione unanime (30-27, 30-27, 30-27)     | 3                   | 5:00                |                     |
| Card Preliminare    |                     |                     |                     |                     |                                             |                     |                     |                     |
|                     | Pesi leggeri        | Nicolo Soili        | batte               | Dan Cassell         | Sottomissione (triangle choke)              | 1                   | 3:15                |                     |